# Cycloneura
Cycloneura är ett släkte av tvåvingar. Cycloneura ingår i familjen svampmyggor.
Kladogram enligt Catalogue of Life:
| Cycloneura | \| \| Cycloneura abberans \| \| \| \| \| \| Cycloneura flava \| \| \| \| \| \| Cycloneura triangulata \| \| \| \| |
|            | \| \| Cycloneura abberans \| \| \| \| \| \| Cycloneura flava \| \| \| \| \| \| Cycloneura triangulata \| \| \| \| |
|            | Cycloneura abberans                                                                                               |
|            | |
|            | Cycloneura flava                                                                                                  |
|            | |
|            | Cycloneura triangulata                                                                                            |
|            | |